# I Will Wait For You
I Will Wait For You(アイ・ウィル・ウェイト・フォー・ユー)はTWINZERの3枚目のシングル。

## 内容
生沢佑一がTWINZERとしての自作曲及び、シングルのジャケットでは、初めて姿を見せた。ZAIN RECORDS在籍最後のシングル。先行シングルであるものの、カップリングの「Let's stay together」と共に、1stアルバム「OH SHINY DAYS」に収録されている。
テレビ朝日系「トゥナイト」のエンディングテーマ曲に使用された。

## 収録曲
1. I Will Wait For You
作詞:小田佳奈子 作曲:生沢佑一 編曲:明石昌夫
2. Let's stay together
作詞:小田佳奈子 作曲:生沢佑一 編曲:明石昌夫
3. I Will Wait For You (inst.)

## 参加ミュージシャン
- 生沢佑一 - アコースティックギター、コーラス

- 栗林誠一郎(ZYYG) - コーラス
- 高原裕枝 - コーラス